# Charles Dickens
Charles Dickens (díkens), angleški pisatelj, * 7. februar 1812, Landport, Hampshire, Anglija, † 9. junij 1870, Gads Hill Place, Higham, Kent.

## Življenjepis
Mojster viktorijanske dobe Charles Dickens se je rodil kot drugi v vrsti osmih otrok leta 1812 v Landportu blizu mesta Portsea v grofiji Hampshire. Krščen je bil pod imenom Charles John Huffam Dickens. Njegov oče John Dickens je delal kot uradnik pri britanski mornarici. Njegovi materi je bilo ime Elizabeth Dickens.
Mali Charles je preživel najlepša leta svojega otroštva med letoma 1817 in 1822, ko je živel v pristaniškem mestu blizu Londona, imenovanem Chatham. Šolal se je pod budnim nadzorstvom Williama Gilesa, živel v vrvečem pristaniškem mestu in užival med sprehodi v naravi. Na enem izmed takih sprehodov je tudi opazil vilo, ki ga je neznansko očarala. Isto vilo je proti koncu svoje življenjske poti, torej leta 1856, tudi kupil in se v njej naselil leta 1860. Chathamska idila je Dickensa zaznamovala za celo življenje, danes stoji v Chathamu zabaviščni park poimenovan po avtorju (Dickens World).
Tako blagostanje pa ni dolgo trajalo. Leta 1822 so očeta premestili v London, kjer gospodinjstvo ni več zdržalo, oče je pod hudim pritiskom s strani upnikov, ki so dan na dan prihajali v njihovo hišo. Leta 1823 so očeta zaprli zaradi dolgov, mladi Charles, ki je tega leta dopolnil 12 let, pa je bil primoran delati v tovarni, ki je proizvajala kremo za čevlje. Preživljal se je z bornimi 6 šilingi dnevno, delovnik je trajal od osmih pa do osmih. Mučno življenje delavca v pristaniški četrti Londona, prekinjeno šolanje in dnevni obiski očeta v ječi so bila ponižanja, ki jih Dickens nikoli ni prav prebolel.
Oče je bil izpuščen iz zapora, njegovi sorodniki so poplačali dolgove in mladi Charles je spet smel v srednjo šolo. Med letoma 1824 in 1827 se je šolal na akademiji, kjer so ga imeli za veselega in rahlo objestnega fanta. Tam je Charlesa opazil gospod Blackmore, priznan odvetnik, v odvetniški pisarni je zaposlil Charlesa kot pomočnika. Charles je prejel mnogo izkušenj in znanja, ki ga je kasneje s pridom izkoristil.
Leta 1836 se je poročil s Catherine Hogarth, ki mu je rodila kar deset otrok. Kmalu se je zaposlil kot poročevalec iz britanskega parlamenta in raznih policijskih postaj. Začelo se je zanj prelomno obdobje, saj je začel objavljati feljtone, humoreske in skice o londonskem predmestju. Od 1836 do 1839 je požel z njimi velikanski uspeh. Dickens se je zato odločil za kariero pisatelja, skoraj vsako leto zatem je nastalo kako novo delo.
Med svojim pisateljevanjem pa je napravil tudi dva izleta v Severno Ameriko. Med svojim prvim potovanjem tja je živel v New Yorku in se preživljal kot pisatelj, igralec in režiser. Drugič je v Ameriko potoval leta 1867, tri leta pred svojo smrtjo. Med letoma 1844 in 1846 je napravil še dva krajša izleta v Italijo in Švico.
Charles Dickens je v svoji priljubljenosti rasel in rasel. Leta 1856 je bil že tako uspešen, da si je kupil posestvo Gad's Hill Palace v Chathamu. Naslednjega leta je Dickens med vajo za dramsko uprizoritev enega svojih del spoznal Ellen Ternan, ki je bila najeta za neko žensko vlogo v igri. Dickens se je nanjo navezal. Pisala sta si pisma in obstajajo domneve, da je Ternanova zadnjih 13 let Dickensovega življenja živela pri njem. V podporo tem ugibanjem je tudi ločitev od njegove bivše žene Catherine Dickens leta 1857.
Dickens je leta 1865 doživel hudo železniško nesrečo pri Staplehurstu, ko se je vračal iz Francije z Ellen Ternan. Na srečo njegov vagon ni iztiril, preživel je in pomagal mnogim udeležencem. Zaradi možnega škandala se v javnosti ni pojavljal kot udeleženec le-te, saj bi izzval hude polemike v medijih, ker je na vlaku potoval z Ellen Ternan in njeno materjo.
1867 je še drugič odšel v Ameriko, kjer je opravil več turnej, na katerih je bral svoja znana dela. Umrl je leta 1870 zaradi kapi, ki ji je najbrž botrovala prekomerna obremenitev tekom celega življenja. V skladu z njegovo željo so ga pokopali v Westminstrski opatiji, kjer leži v Poets' Cornerju, torej Kotičku pesnikov.

## Prevodi Dickensovih del v slovenščino
- Oliver Twist; prevod Oton Župančič, založba Schwentner LJ, leta 1911.
- Nicholas Nickleby; prevod Mira Mihelič, izdala Mladinska knjiga LJ, leta 1951.
- Povest o dveh mestih; prevod Izidor Cankar, izdala DZS LJ, leta 1952.
- Pusta hiša; prevod Mira Mihelič, izdala Mladinska knjiga LJ, leta 1956.
- Picwickovci; prevod Mira Mihelič, izdala Mladinska knjiga LJ, leta 1962.
- Čarobna ribja kost; prevod Mira Mihelič, izdala Mladinska knjiga LJ, leta 1963.
- Mala Dorritova; prevod Mira Mihelič, izdala Mladinska knjiga LJ, leta 1964.
- David Copperfield; prevod Oton Župančič, izdala Mladinska knjiga LJ, leta 1965.
- Veliko pričakovanje; prevod Mira Mihelič, izdala Mladinska knjiga LJ, leta 1966.
- Dombey in sin; prevod Mira Mihelič, izdala Mladinska knjiga LJ, leta 1976.
- Božična pesem v prozi ali Božična pravljica o duhovih; prevod Janko Moder, izdala Obzorja MB, leta 1992. (COBISS)
- Dickens, Charles. Božična pesem v prozi. Tržič: Učila International, 2005. Prev. Branko Gradišnik.